# In-Grid
Ingrid Alberini (Guastalla, 11 de setembre de 1973), reconeguda al món artístic amb el monònim In-Grid, és una cantautora italiana que va aconseguir l'èxit internacional en 2003 amb el seu tema Tu es Foutu. La cançó va ser un rotund èxit a Europa, Rússia, Austràlia, Llatinoamèrica i als Estats Units, on va ocupar el quart lloc de la Billboard Hot Dance Airplay chart en 2004.

## Carrera
Els seus progenitors li van posar el nom d'Ingrid com un tribut a la famosa actriu sueca Ingrid Bergman, que era la preferida del seu pare. Els seus pares tenien una sala de cinema en una petita ciutat prop de Parma i Reggio de l'Emília, una zona coneguda com el bressol de la música italiana clàssica i moderna. Ingrid va créixer envoltada de films i bandes sonores que, com ella declara, van tenir gran influència en la seva decisió de convertir-se en cantant. Les pel·lícules van despertar la seva imaginació i van alimentar la seva ambició de transmetre les seves emocions a quanta més gent li fos possible.
La trajectòria artística d'Ingrid comença amb la pintura i l'actuació, però aviat descobreix que la forma més poderosa d'expressió en ella era el cant. Va començar a cantar en piano bars, musicals i bandes locals de jazz, però la seva veu suau i la seva capacitat d'interactuar amb el públic durant els seus concerts, la van portar a conèixer als productors musicals Larry Pignagnoli i Marco Soncini. Aquests li oferirien compondre la lletra, i interpretar la cançó aviat "Tu Es Foutu". La cançó va trencar tots els rècords de difusió italiana i immediatament es va convertir en un èxit internacional.
Va obtenir discs de Platí: Mèxic, Polònia i Ucraïna i discs d'Or: Escandinàvia, Austràlia, Mèxic, doble a Polònia, República Txeca, Grècia, Romania i Rússia.
Després de l'èxit amb el seu àlbum Rendez-Vous, In-Grid inicia gires al voltant del món; encara després de gairebé vint anys, segueix sent considerada com una de les artistes més talentoses en el panorama de la música eurodance. In-Grid ha publicat tres àlbums dance, i altres dos del gènere chill-out/lounge, a més de diversos senzills en els quals ha col·laborat amb diferents artistes de diferents parts del món, com Rússia, Polònia, Itàlia i Grècia. La cantautora mai ha descuidat la seva cultura i formació acadèmica, i té un Doctorat en Filosofia. El seu talent, i la seva capacitat per interpretar nous rols i facetes, l'han portat a explorar el món del pop-swing i el burlesque. El seu senzill Vive Le Swing en el seu remix club s'ha col·locat en la posició No.1 en les llistes DJ Tunes.

## Discografia

### Senzills
- 2002: "Tu es foutu / You Promised Me"
- 2003: "In-tango"
- 2003: "Shock"
- 2004: "Ah l'amour l'amour"
- 2004: "Milord"
- 2005: "Mama mia"
- 2006: "Oui"
- 2006: "Tu és là?" (feat. Pochill)
- 2006: "I Was A Yé-Yé Girl" (feat. Doing Time)
- 2008: "I Love" (feat. Jacek Stachursky)
- 2009: "Le dragueur"
- 2009: "Les fous"
- 2010: "Vive le swing"
- 2011: "Avec toi" (feat. Zoe Tiganouria)
- 2012: "Падает снег" (feat. Жанна Фриске)
- 2012: "Sweet Fairy Love" (feat. Lineki & Bern)
- 2012: "La trompette" (feat. Gary Caos & Rico Bernasconi)
- 2014: "J'adore" (ROUGE & SCM) feat. In-Grid
- 2015: "Ümid Yagishi" (feat. Vagif Nagyev)
- 2015: "Kiki Swing"
- 2016: "Chico Gitano" (Люблю Цигана)
- 2017: "Sois Italien" (Dimi-Nuendo) feat. In-Grid
- 2019: "Mon Amour" feat. Лолита
- 2020: "Be Italian" (Step on the virus)
- 2020: "Подожди" (feat. Avraam Russo)

### Àlbums
- | • Rendez-vous (2003)                                                                                                                                                                                                                 |
| --- |
| (EMI, ZYX) 1. In-tango 2. Tu es foutu 3. Mais la nuit ... Il dort ! 4. Shock 5. Dans ma mémoire 6. Pour toujours 7. Souvenir d'été 8. I'm folle de toi 9. Je ne crois pas 10. Esclave de toi 11. Ah l'amour l'amour 12. Va au diable |

- | • Rendez-vous (English Version) (2003)                                                                                                                                                                                                                                                                                                                                                                     |
| --- |
| 1. You Promised Me (Tu es foutu) 2. We Tango Alone (In-tango) 3. More & More (Mais la nuit ... Il dort !) 4. In-Shock (Shock) 5. Inside Of Me (Dans ma mémoire) 6. Evermore (Pour toujours) 7. Summer Souvenir (Souvenir d'été) 8. So folle de toi (I'm folle de toi) 9. Don't Believe (Je ne crois pas) 10. Slave To Thee (Esclave de toi) 11. Only Lies (Ah l'amour l'amour) 12. Get Lost (Va au diable) |

- | • La vie en rose (2004)                                                                                                                                                                                                                                                                                                                                                                                                                                                                                                                                                                                                                                                               |
| --- |
| (CNR) 1. Milord (Édith Piaf, 1959) 2. La vie en rose (Édith Piaf, 1946) 3. Les Champs-Élysées (Dance Version) (Joe Dassin, 1969) 4. L'accordéoniste (Édith Piaf, 1945) 5. Un beau roman (Une belle histoire) (Michel Fugain, 1972) 6. Chanson d'amour (Art and Dotty Todd, 1958) 7. Un homme et une femme (Nicole Croisille et Pierre Barouh, 1966) 8. Les feuilles mortes (Yves Montand, 1949) 9. Ne me quitte pas (Jacques Brel, 1959) 10. La mer (Roland Gerbeau, 1945 / Charles Trenet, 1946) 11. Et maintenant (Gilbert Bécaud, 1961) 12. Non, je ne regrette rien (Édith Piaf, 1960) 13. Les Champs-Élysées (Joe Dassin, 1969) 14. Milord (Skydreamer Remix) (Édith Piaf, 1959) |

- | • Voilà! (2005)                                                                                                                                                                |
| --- |
| (ZYX) 1. Mama mia 2. Le coquin 3. Dans tes yeux 4. Click clock 5. L'amoureuse 6. Oui 7. Jamais eu 8. À poings fermés 9. Où est ma vie ? 10. Encore une fois 11. C'est pour toi |

- | • Voilà! (English Version) (2005)                                                                                                                                                                                                                                                                                                                                                                                |
| --- |
| 1. Mama mia 2. Karma Fields (Le coquin) 3. Poison In Your Mind (Dans tes yeux) 4. Tic Toc (Click clock) 5. One More Time (Encore une fois) 6. Raining In Your Heart (L'amoureuse) 7. The Slave (À poings fermés) 8. I Was Happy (Jamais eu) 9. If (Oui) 10. Love Out Of Time 11. Say You're Mine (Où est ma vie ?) 12. You Kissed Me 13. Really Really Wanna 14. Every Night 15. Come Back Home (C'est pour toi) |

- | • Passion (2010)                                                                                                                                                                                                                                                                                                                                                              |
| --- |
| 1. Les fous 2. Le dragueur 3. Amour ma passion 4. Chaos 5. Movie Star 6. Jalousie 7. Les jeux sont faits 8. Sweet Desire 9. Vive le swing 10. C'est l'amour 11. Le cri du cœur 12. Tout pour toi 13. Papillonne sur moi 14. À ma façon 15. Tu es là? (feat. Pochill) 16. I Was A Ye-Ye Girl (Soundtrack Radio Edit) (feat. Doing Time) 17. Amour ma passion (2011 Radio Edit) |

- | • Lounge musique (2011)                                                                                                                                                                                                                                                                                                                                                                                                                                                                                |
| --- |
| 1. Comment te dire adieu? (Françoise Hardy, 1968) 2. Les enfants du Pirée (Dalida, 1960) 3. Tu veux ou tu veux pas (Marcel Zanini, 1969) 4. Étienne (Guesch Patti, 1987) 5. Mais non mais oui 6. C'est si bon (Jacques Hélian et son Orchestre, 1948) 7. Alchimie 8. Sympathique (Pink Martini, 1997) 9. Tentación al Hombre 10. C'est la ouate (Caroline Loeb, 1986) 11. Quiero Vivir 12. Ange ou diable 13. L'été indien (Joe Dassin, 1975) 14. Papillonne sur moi (Fab Samperi Remix) (Bonus Track) |